# Selección femenina de sóftbol de Venezuela
La Selección femenina de sóftbol de Venezuela es la selección oficial que representa a Venezuela en eventos internacionales de sóftbol femenino.

## Campeonatos

### Campeonato Mundial
| 1965 | Melbourne     | No participó   | No participó   | No participó   |
| 1970 | Osaka         | No participó   | No participó   | No participó   |
| 1974 | Stratford     | 15.º           | 0              | 7              |
| 1978 | San Salvador  | No participó   | No participó   | No participó   |
| 1982 | Taipéi        | 9.º            | 4              | 2              |
| 1986 | Auckland      | No participó   | No participó   | No participó   |
| 1990 | Normal        | No participó   | No participó   | No participó   |
| 1994 | St. John's    | No participó   | No participó   | No participó   |
| 1998 | Fujinomiya    | 8.º            | 3              | 5              |
| 2002 | Saskatoon     | 10.º           | 3              | 4              |
| 2006 | Beijing       | 7.º            | 5              | 3              |
| 2010 | Caracas       | 5.º            | 6              | 3              |
| 2012 | Whitehorse    | 11.º           | 2              | 5              |
| 2014 | Haarlem       | No clasificó   | No clasificó   | No clasificó   |
| 2016 | Surrey        | 6.º            | 3              | 4              |
| 2018 | Chiba         | Por disputarse | Por disputarse | Por disputarse |
| 2020 | Por definirse |                |                |                |

### Campeonato Panamericano
| 1982 | Ciudad Obregón      | Sin información oficial |
| 1986 | Lima                | Sin información oficial |
| 1994 | Ciudad de Guatemala | Sin información oficial |
| 1997 | Medellín            | 4.º lugar               |
| 2001 | Maracay             | 4.º lugar               |
| 2005 | Ciudad de Guatemala | 3.º lugar               |
| 2009 | Maracay             | 3.º lugar               |
| 2013 | Guaynabo            | 9.º lugar               |
| 2017 | Santo Domingo       | 4.º lugar               |
| 2021 | Por definirse       |                         |

Datos:

### Campeonato Suramericano
| 2004 | Medellín  | 1.º lugar    |
| 2011 | Cartagena | 1.º lugar    |
| 2014 | Bogotá    | No participó |
| 2016 | Cartagena | No participó |

## Campeonatos juveniles

### Campeonato Mundial Sub-19
| 1981 | Edmonton      | Sin información |
| 1985 | Fargo         | Sin información |
| 1987 | Oklahoma City | No participó    |
| 1991 | Adelaida      | Sin información |
| 1995 | Normal        | No participó    |
| 1999 | Taipéi        | 5.º             |
| 2003 | Nankín        | Sin información |
| 2007 | Enschede      | Participó       |
| 2011 | Cape Town     | No participó    |
| 2013 | Brampton      | No participó    |
| 2015 | Oklahoma City | No participó    |
| 2017 | Clearwater    | No participó    |
| 2019 | Bandera de ?  | Por definirse   |

### Campeonato Panamericano Sub-19
| 2002 | Hermosillo | No participó |
| 2006 | Maunabo    | 3.º lugar    |
| 2010 | Bogotá     | 8.º lugar    |

### Campeonato Sudamericano Sub-19
| 2004 | Caracas | 1.º lugar |
| 2008 | Maracay | 2.º lugar |
| 2011 | Maracay | 1.º lugar |

## Juegos multideportivos

### Juegos Olímpicos
El sóftbol comenzó a disputarse en la XXVI edición de los Juegos Olímpicos, realizados en el año 1996, solamente en la rama femenina, pues el COI considera al béisbol y al sóftbol como un mismo deporte. En las ediciones XXX (año 2012) y XXXI (año 2016), no se disputó.
| 1996 | XXVI   | Atlanta        | No clasificó   |
| 2000 | XXVII  | Sídney         | No clasificó   |
| 2004 | XXVIII | Atenas         | No clasificó   |
| 2008 | XXIX   | Pekín          | 7.º lugar      |
| 2012 | XXX    | Londres        | No hubo torneo |
| 2016 | XXXI   | Río de Janeiro | No hubo torneo |
| 2020 | XXIII  | Tokio          | No clasificó   |
| 2024 | XXIV   | París          | No hubo torneo |
| 2028 | XXV    | Los Ángeles    | Por disputarse |

### Juegos Mundiales
| 2013 | IV | Cali       | 2.º lugar    |
| 2022 | XI | Birmingham | No participó |

### Juegos Panamericanos
El sóftbol comenzó a disputarse en la VIII edición de los Juegos Panamericanos, realizados en el año 1979. 
| 1979 | VIII  | San Juan       | No participó   |
| 1983 | IX    | Caracas        | Participó      |
| 1987 | X     | Indianápolis   | Participó      |
| 1991 | XI    | La Habana      | Participó      |
| 1995 | XII   | Mar del Plata  | No participó   |
| 1999 | XIII  | Winnipeg       | No participó   |
| 2003 | XIV   | Santo Domingo  | Participó      |
| 2007 | XV    | Río de Janeiro | 2.º lugar      |
| 2011 | XVI   | Guadalajara    | 4.º lugar      |
| 2015 | XVII  | Toronto        | No clasificó   |
| 2019 | XVIII | Lima           | 5.º lugar      |
| 2023 | XIX   | Santiago       | 6.º lugar      |
| 2027 | XX    | Lima           | Por disputarse |

### Juegos Centroamericanos y del Caribe
El sóftbol comenzó a disputarse en la edición V de los Juegos Centroamericanos y del Caribe.
| 1946 | V     | Ciudad de Guatemala        | Sin información |
| 1950 | VI    | Ciudad de México           | No hubo torneo  |
| 1954 | VII   | Santo Domingo              | No hubo torneo  |
| 1959 | VIII  | Caracas                    | No hubo torneo  |
| 1962 | IX    | Kingston                   | No hubo torneo  |
| 1966 | X     | San Juan                   | No hubo torneo  |
| 1970 | XI    | Ciudad de Panamá           | No hubo torneo  |
| 1974 | XII   | Santo Domingo              | Sin información |
| 1978 | XIII  | Medellín                   | Sin información |
| 1982 | XIV   | La Habana                  | Sin información |
| 1986 | XV    | Santiago de los Caballeros | 2.º lugar       |
| 1990 | XVI   | La Habana                  | 3.º lugar       |
| 1993 | XVII  | Ponce                      | Sin información |
| 1998 | XVIII | Maracaibo                  | 4.º lugar       |
| 2002 | XIX   | San Salvador               | 1.º lugar       |
| 2006 | XX    | Cartagena                  | 1.º lugar       |
| 2010 | XXI   | Mayagüez                   | 1.º lugar       |
| 2014 | XXII  | Veracruz                   | 5.º lugar       |
| 2018 | XXIII | Barranquilla               | 4.º lugar       |
| 2023 | XXIV  | Ciudad de Panamá           | 4.º lugar       |
| 2026 | XXV   | Santo Domingo              | Por disputarse  |

### Juegos Suramericanos
El sóftbol solo se ha disputado en la V edición de los Juegos Suramericanos, realizados en el año 1994. En varias subsecuentes ediciones no se realizó por no contar con la participación mínima requerida. 
| 1994 | V    | Valencia          | 1.º lugar      |
| 1998 | VI   | Cuenca            | No se disputó  |
| 2002 | VII  | Sao Paulo         | No participó   |
| 2006 | VIII | Buenos Aires      | No se disputó  |
| 2010 | IX   | Medellín          | 1.º lugar      |
| 2014 | X    | Santiago de Chile | No se disputó  |
| 2018 | XI   | Cochabamba        | No se disputó  |
| 2022 | XII  | Asunción          | No se disputó  |
| 2026 | XIII | Santa Fe          | Por disputarse |

### Juegos Bolivarianos
| 2009 | XVI   | Sucre       | 1.º lugar      |
| 2013 | XVII  | Trujillo    | 2.º lugar      |
| 2017 | XVIII | Santa Marta | 1.º lugar      |
| 2022 | XIX   | Valledupar  | 4.º lugar      |
| 2024 | XX    | Ayacucho    | 1.º lugar      |
| 2025 | XXI   | Ayacucho    | Por disputarse |